# Немања Михајловић
Немања Михајловић (Београд, 19. јануар 1996) српски је фудбалер.

## Клупска каријера
Михајловић је прошао млађе категорије београдског Рада, а првом тиму је прикључен током зимских припрема 2013. године. Дебитантски наступ у дресу Рада је имао 3. априла 2013, на утакмици са Доњим Сремом, у 21. колу Суперлиге Србије за сезону 2012/13, ушавши у игру пред крај сусрета, уместо Уроша Ђурђевића. Први гол је постигао 16. августа 2014, на утакмици са чачанским Борцем, у оквиру 2. кола Суперлиге Србије за сезону 2014/15. У дресу Рада је одиграо укупно 54 суперлигашке утакмице, на којима је постигао пет голова.
Дана 28. децембра 2015. је потписао трогодишњи уговор са Партизаном. За Партизан је дебитовао 21. фебруара 2016, на утакмици 23. кола Суперлиге Србије за сезону 2015/16, против ОФК Београда. Провео је свих 90. минута на терену, а црно-бели су изгубили резултатом 2:1. У наредном колу је на Стадиону Партизана одигран 150. вечити дерби, у којем је Црвена звезда славила резултатом 2:1. Михајловић је на овом сусрету асистирао Седрику Гогуи за једини гол црно-белих на утакмици. Први гол за Партизан је постигао 2. марта 2016, на утакмици четвртфинала Купа Србије, против Радничког из Ниша. Први гол за Партизан у Суперлиги Србије је постигао 6. априла 2016. на гостовању Јавору у Ивањици. У мају 2016. је освојио и први трофеј са Партизаном, Куп Србије за сезону 2015/16. Такође је уврштен у идеални тим Суперлиге Србије за сезону 2015/16.
Михајловић је био стандардан првотимац Партизана док је тренер био Иван Томић. И код наредног тренера Марка Николића је у првих шест утакмица био стартер, али је од 152. вечитог дербија, на коме је замењен после првог полувремена, изгубио место првотимца и улазио је на терен углавном са клупе за резервне играче. Михајловић је у сезони 2016/17. освојио дуплу круну са Партизаном, уз 25 првенствених наступа и два постигнута гола. Почео је и наредну 2017/18. сезону у клубу, код тренера Мирослава Ђукића. Наступио је на оба меча против подгоричке Будућности у другом колу квалификација за Лигу шампиона. Последњи наступ у екипи Партизана је имао 22. јула 2017, у првом колу Суперлиге Србије за сезону 2017/18, против шабачке Мачве у Београду. Ушао је на терен у 77. минуту уместо Данила Пантића, а већ у 85. минуту је постигао гол и поставио коначних 6:1 за Партизан.
Дана 28. јула 2017. је прешао у холандски Херенвен. Михајловић је са новим клубом потписао уговор на четири (3+1) године. Како је објављено на сајту Партизана, вредност трансфера је 1.700.000 евра, а Михајловић је клубу опростио дуг од 50.000 евра. Постигао је гол на свом дебитантском наступу за Херенвен. Ушао је на терен у 74. минуту утакмице са Хераклесом, а у судијској надокнади је постигао гол за изједначење и поставио коначних 1:1. Михајловић није успео да се избори за статус првотимца у Херенвену. За две и по године је одиграо тек 26 првенствених утакмица, на којима је постигао три гола.
У јануару 2020. је прешао у пољског прволигаша Арка Гдињу. Након једне полусезоне је напустио клуб. Почетком септембра 2020. је потписао двогодишњи уговор са турским друголигашем Болуспором.
Првог дана септембра 2021. године, Михајловић је представљен као нови фудбалер суботичког Спартака, са којим је потписао двоипогодишњи уговор. По окончању такмичарске 2021/22, Михајловић је споразумно раскинуо уговор са Спартаком. Крајем октобра 2022. потписао је уговор са босанскохерцеговачким премијерлигашем Слогом из Добоја. Након сезоне у Слоги, Михајловић је прешао у Борац из Бања Луке. Клуб је напустио током зимске паузе у сезони 2023/24. У фебруару 2024. потписао је за литвански Жалгирис.

## Репрезентација
Први позив за младу репрезентацију је добио у марту 2016. од селектора Томислава Сивића. Дебитантски наступ у дресу младе селекције, Михајловић је забележио 25. марта 2016, на утакмици против Андоре у квалификацијама за Европско првенство 2017. у Пољској.
У мају 2016, селектор сениорске репрезентације Србије, Славољуб Муслин, је уврстио Михајловића на списак играча за пријатељске утакмице са Кипром, Израелом и Русијом. Михајловић се одазвао позиву, али одлуком селектора Муслина није добио прилику да дебитује.

## Успеси

### Клупски
Партизан
- Суперлига Србије (1) : 2016/17.
- Куп Србије (2) : 2015/16, 2016/17.

### Појединачни
- Суперлига Србије - идеални тим сезоне : 2015/16.